# Colmurano
Colmurano (Cammurà in dialetto maceratese) è un comune italiano di 1 127 abitanti della provincia di Macerata nelle Marche.

## Geografia fisica

### Territorio
Colmurano è il terzo comune più piccolo per superficie (11,17 km²) nella provincia di Macerata. Lo precedono Camporotondo di Fiastrone e Ripe San Ginesio. Il territorio del comune risulta compreso tra i 205 e i 414 m s.l.m. con un'escursione altimetrica complessiva pari a 209 metri.

## Storia
Sorta nel Medioevo, divenne in seguito feudo della famiglia Castelli e successivamente passò sotto il dominio di Roberto, governata dalla famiglia sempre Castelli, che ne eleggeva i priori e il podestà. Nei primi anni del XIV secolo fu annessa ai territori ecclesiastici; nel Seicento fu duramente colpita dalle numerose carestie che impoverirono l'intera regione e durante il Settecento subì le angherie dell'esercito austriaco di passaggio nei territori della Chiesa; alla fine dello stesso secolo, venne occupata dalle truppe francesi di Luca.

### Simboli
(Descrizione araldica dello stemma)
(Descrizione araldica del gonfalone)
(Descrizione araldica della bandiera)
Lo stemma e il gonfalone sono stati concessi con l'apposito Decreto del Presidente della Repubblica datato al 19 febbraio 1979

## Monumenti e luoghi d'interesse
Il centro storico conserva ancora tratti delle mura difensive trecentesche e quattrocentesche, provviste di bastioni, e il torrione poligonale a difesa della porta ogivale di San Rocco, anteriore al 1200, ancora oggi quasi intatta e un tempo dotata di ponte levatoio e con soprastante torre triangolare.
Risale al Duecento la chiesa dell'Annunziata, parzialmente ricostruita, la cui facciata in cotto è ornata da un portale romanico decorato in pietra, al suo interno un presepio: affresco del maestro Giovanni Andrea De Magistris, risalente al 1560.
La chiesa di San Rocco o della Loggetta, edificata tra il Seicento e il Settecento e posta sotto il portico del palazzo comunale, è una cappella sormontata da una piccola cupola a spicchi. Più volte rimaneggiata, conserva nel suo interno un affresco rinascimentale (1536), oggi è adibita a sala consiliare del comune.
La fonte Allungo, oggi lavatoio pubblico, conserva le sue originali fonti medievali e l'affresco della Madonna con Bambino.
La chiesa parrocchiale di San Donato (patrono del paese) conserva al suo interno reliquiari che racchiudono nel loro fine cesello una piccola Croce e una Sacra Spina.

## Società
La comunità di Colmurano è molto conosciuta nella provincia di Macerata per le numerose feste popolari che in essa si svolgono durante l'anno, delle quali la più conosciuta è Artistrada, il festival degli artisti di strada, che si svolge nel mese di luglio.
Nel 1886 il paese ha dato i natali a Lorenzo Contratti (alias.Renzo C. Ventura), pittore, illustratore e caricaturista, artista geniale attivo nel periodo della prima guerra mondiale e in quello immediatamente successivo, ma segnato da una infermità mentale che lo condusse a un ricovero al manicomio di Mombello. Collaborò con alcune note riviste dell'epoca e, per le flessuose e provocanti immagini femminili che usò per illustrare il romanzo-scandalo di Mario Mariani "Le adolescenti", fu addirittura condannato per oltraggio al pudore. Morì nel 1940.

### Evoluzione demografica
Abitanti censiti

## Amministrazione
| Periodo        | Periodo        | Primo cittadino   | Partito               | Carica  | Note  |
| -------------- | -------------- | ----------------- | --------------------- | ------- | ----- |
| 26 giugno 1985 | 7 giugno 1990  | Romano Mari       | Democrazia Cristiana  | Sindaco | [ 7 ] |
| 7 giugno 1990  | 24 aprile 1995 | Romano Mari       | Democrazia Cristiana  | Sindaco | [ 7 ] |
| 24 aprile 1995 | 14 giugno 1999 | Romano Mari       | Centro-sinistra       | Sindaco | [ 7 ] |
| 14 giugno 1999 | 14 giugno 2004 | Fabrizio Ferretti | Centro-sinistra       | Sindaco | [ 7 ] |
| 14 giugno 2004 | 8 giugno 2009  | Fabrizio Ferretti | Centro-sinistra       | Sindaco | [ 7 ] |
| 8 giugno 2009  | 26 maggio 2014 | Ornella Formica   | Lista civica          | Sindaco | [ 7 ] |
| 26 maggio 2014 | 27 maggio 2019 | Ornella Formica   | Insieme per Colmurano | Sindaco | [ 7 ] |
| 27 maggio 2019 | 9 maggio 2024  | Mirko Mari        | Insieme per Colmurano | Sindaco | [ 7 ] |
| 10 maggio 2024 | in carica      | Mirko Mari        | Insieme per Colmurano | Sindaco | [ 7 ] |

## Sport
In questa città si svolgeva ogni anno una gara del Campionato regionale marchigiano di kart, rappresentando, a detta di molti, uno dei circuiti cittadini più tecnici e avvincenti.

## Galleria d'immagini

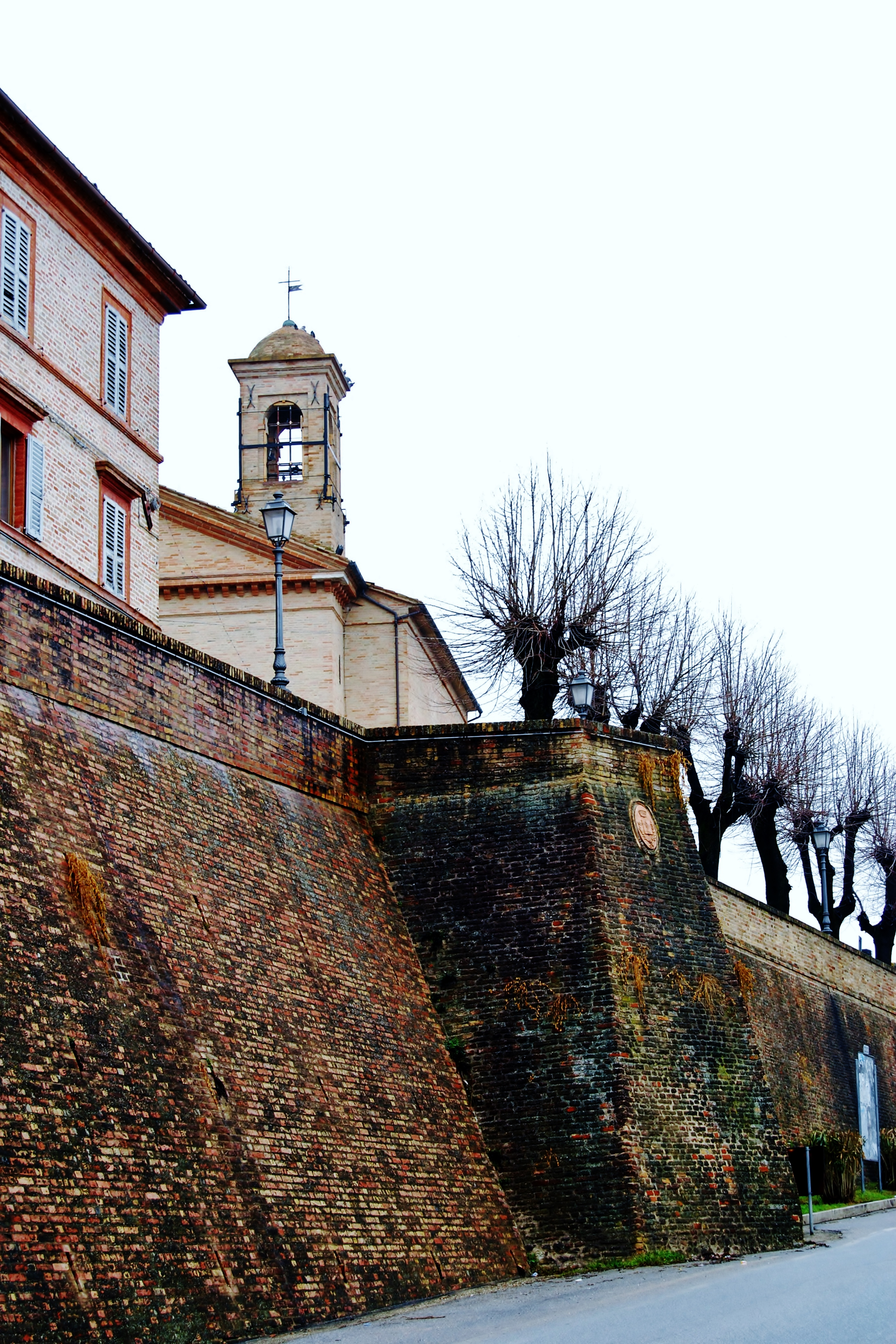
Le mura
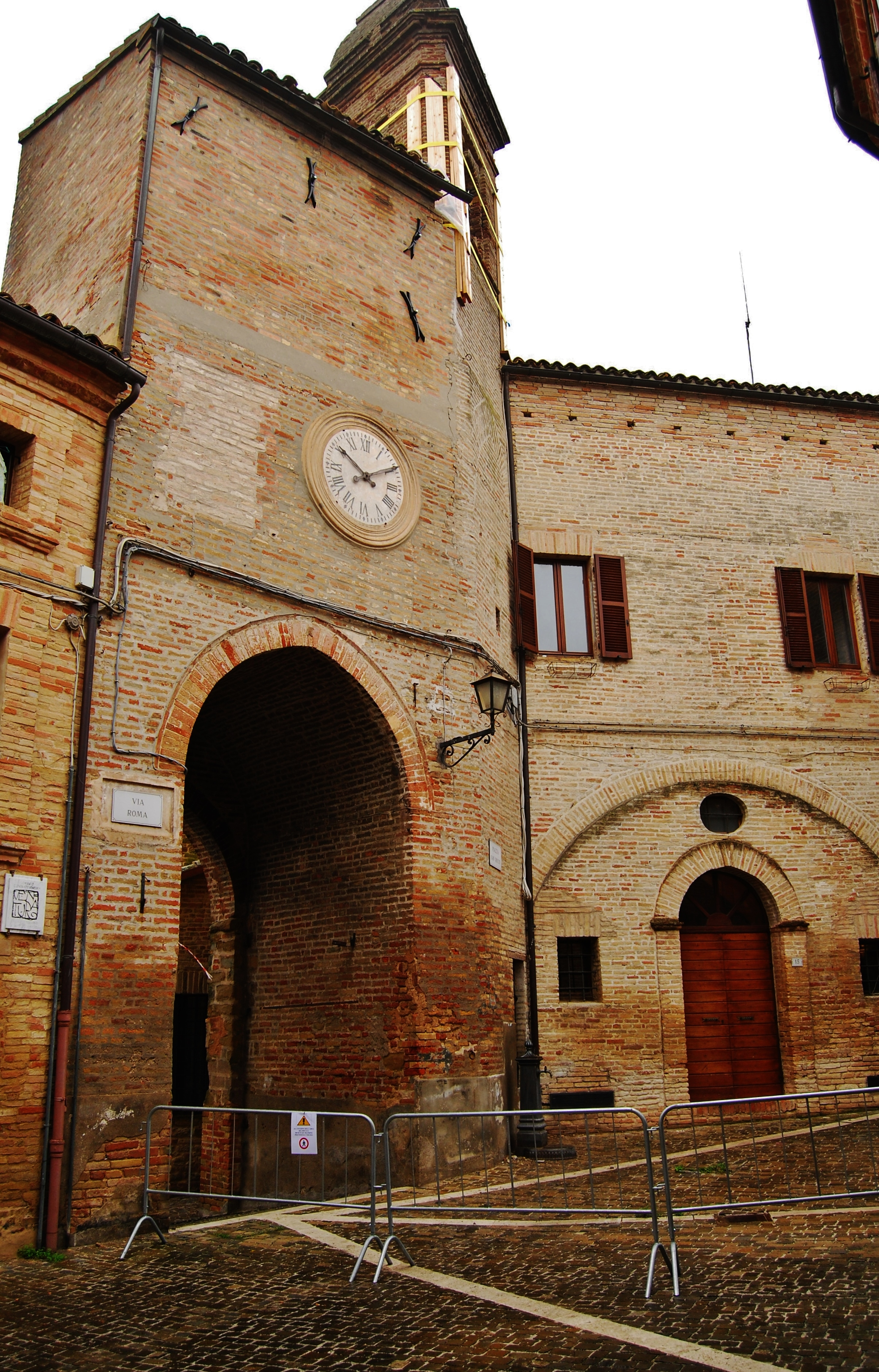
Porta ogivale
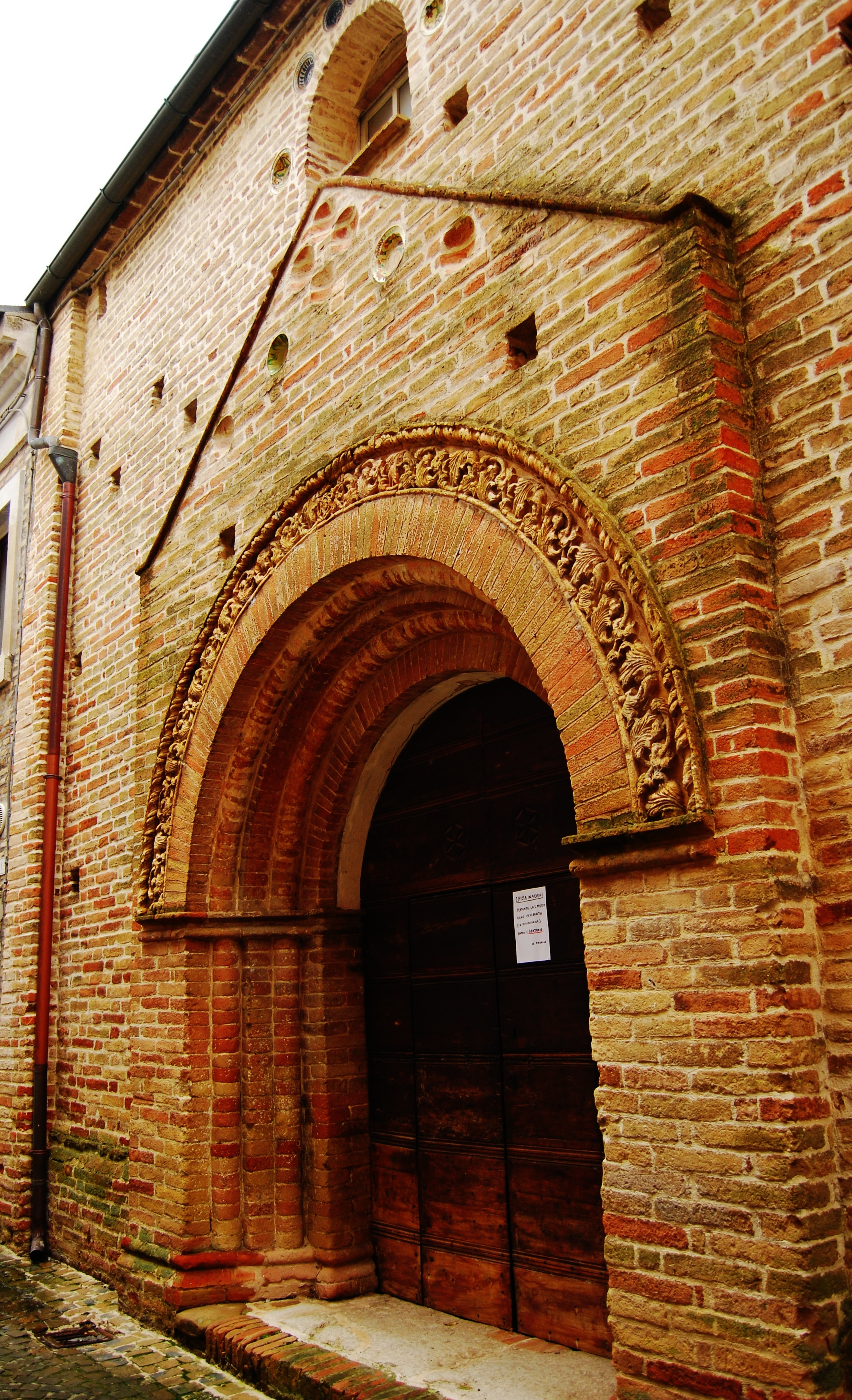
Chiesa della SS Annunziata - portale
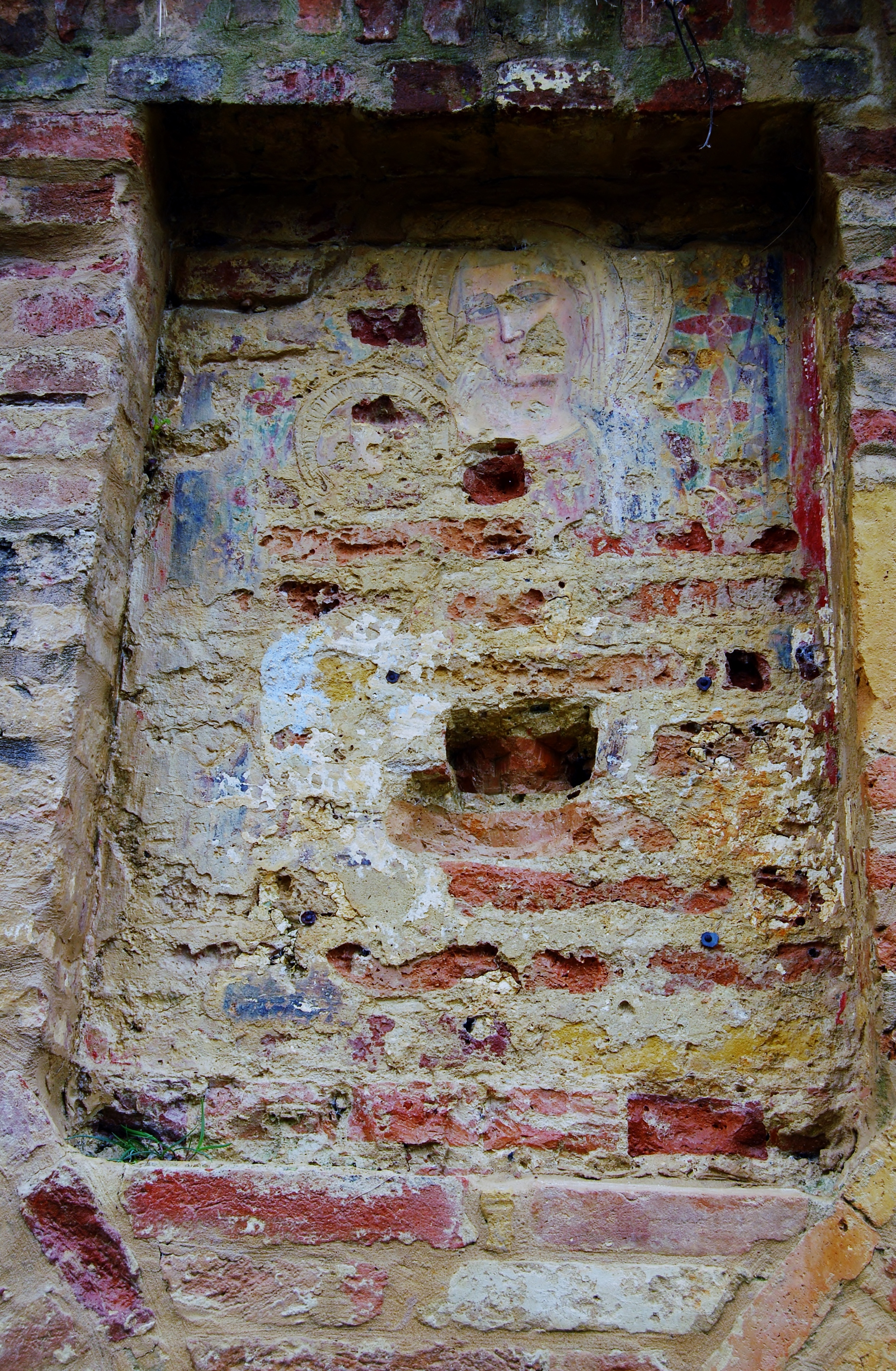
Fonte allungo - Affresco della Madonna con bambino
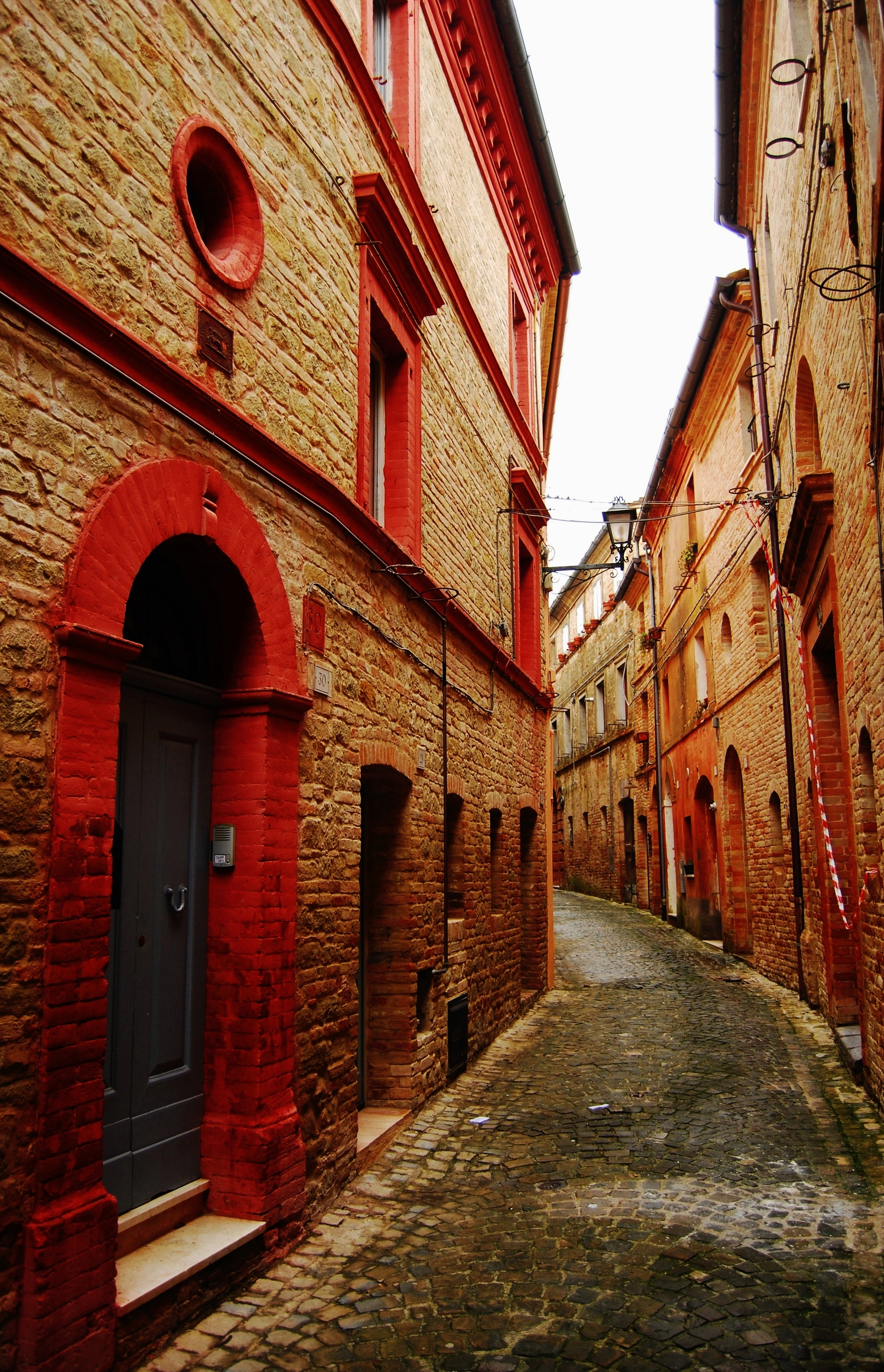
Via SS Annunziata